# Keegan Smith
Keegan Smith (* 23. Juni 1998 in Wilmington, North Carolina) ist ein US-amerikanischer Tennisspieler.

## Karriere
Keegan Smith, der nicht an Turnieren der Junior Tour teilnahm, spielte Tennis für seine High-School-Mannschaft und ebenso College Tennis für das Team der UCLA, nach seinem Wechsel an diese 2017. In der Saison 2018/19 lautete seine Bilanz im Einzel 24:6 und im Doppel 27:2. An der Seite seines Doppelpartners Maxime Cressy wurde er NCAA Men’s Tennis Champion im Doppel. Zusammen standen sie auch auf Platz 1 des ITA Doubles Rankings, im Einzel kam er auf Platz 20.
Neben seinem Studium nahm er auch schon an Profiturnieren teil. 2019 in Aptos gewann er sein erstes Match bei einem Challenger, ansonsten spielte er meist auf der drittklassigen ITF Future Tour, wo er im Doppel 2017 bereits einen Titel gewann. 2017 stand er mit einem Platz in den Top 1000 der Weltrangliste auch jeweils am höchsten im Ranking. Nach dem Gewinn der NCAA Championships mit Cressy 2019 erhielten sie eine Wildcard für die Doppelkonkurrenz der Hall of Fame Open, ein Turnier der ATP Tour. In ihrem ersten Match auf diesem Niveau unterlagen sie der Paarung Nicholas Monroe und Mischa Zverev. Auch etwa einen Monat später bekamen Smith/Cressy eine Wildcard zugesprochen. Sie traten im Doppel der US Open an und spielten so ihr erstes Match bei einem Grand-Slam-Turnier. Gegen Ričardas Berankis und Juan Ignacio Londero verloren sie in drei Sätzen. Seinen Abschluss wird Smith voraussichtlich 2021 machen.